# Glochidion raivavense
Glochidion raivavense är en emblikaväxtart som beskrevs av Forest Buffen Harkness Brown. Glochidion raivavense ingår i släktet Glochidion och familjen emblikaväxter. IUCN kategoriserar arten globalt som starkt hotad. Inga underarter finns listade i Catalogue of Life.